# Chalid al-Kubajsi
Chalid al-Kubajsi, Khaled Al Qubaisi (ur. 22 grudnia 1975 roku w Abu Zabi) – kierowca wyścigowy z Zjednoczonych Emiratów Arabskich.

## Kariera
Al-Kubajsi rozpoczął karierę w międzynarodowych wyścigach samochodowych w 2009 roku od startów w Niemieckim Pucharze Porsche Carrera oraz Porsche Supercup. Nie zdobywał jednak punktów. W późniejszych latach pojawiał się także w stawce UAE GT Championship, Porsche GT3 Cup Challenge Middle East, 24H Dubai, Światowego Pucharu Porsche Carrera, Gulf 12 Hours, FIA World Endurance Championship, 24-godzinnego wyścigu Le Mans oraz Francuskiego Pucharu Porsche Carrera.